# Масакр у Штипу
Штипски масакр је масовно убиство српских војника од стране паравојних формација ВМРО-а у селу Љуботен, код Штипа, 15. октобра 1915. године, током Првог светског рата. Болесне и рањене српске војнике, који су се опорављали у градској болници у Штипу, затворили су бугарски војници ВМРО пре него што су одведени у околину Љуботена и убијени. Процењује се да је у масакру погубљено 118–120 српских војника.

## Масакр
Две бугарске армије су 15. октобра 1915. године напале српске јединице, продирући у долину Јужне Мораве код Врања до 22. октобра 1915. године. Бугарске снаге су заузеле Куманово, Штип и Скопље и спречиле повлачење српске војске до грчке границе и Солуна.  Штип је освојила 3. бригада бугарске армије 11. македонска пешадијска дивизија, коју су организовали бивши припадници ВМРО, којима су командовали Александар Протогеров и група ИМРО Тодора Александрова.  Штип и околину опљачкали су бугарски војници који су одбили да се повинују наређењима о реквизицији.  Протогеров је 26. октобра наредио погубљење 118–120 рањених и болесних српских војника који су се у то време опорављали у градској болници у Штипу. Елементи ИМРО-а којима је командовао Иван Барљо и 11. бугарска дивизија су затим превезени у предграђе села Љуботен, где су по кратком поступку погубљени. Слични масакри српских ратних заробљеника и цивила настављени су до краја рата. 

## Последице
Париска мировна конференција, 1919. године, раздвојила је ратне злочине у 32 посебне класе, чинећи основу за будући прогон ратних злочинаца идентификованих у претходним националним и међусавезничким комисијама. Међутим, питање је касније одбачено и одговорност за суђења је пала на националне судове Централних сила. Послератна Међусавезничка ратна комисија истражила је оптужбе изнете против Бугарске, закључивши да су бугарске окупационе власти у Србији и Грчкој прекршиле сваки појединачни члан Хашких конвенција из 1899. и 1907. године. Потврђена је валидност штипског масакра, ексхумиране су његове жртве и идентификовани починиоци. Краљевина Србија представила је списак од 500 Бугара које сумњичи за ратне злочине, на основу налаза комисије. У званичном одговору Бугарске на упит је наведено да су 3 особе ухапшене, а 2 погубљене због умешаности у различита кршења правила ратовања. Касније се показало да је то нетачно, нико од оптужених никада није осуђен за своје злочине.